# Světlana Gončarenková
Světlana Gončarenková, rozená Doroninová (rusky Светлана Валентиновна Гончаренко) (* 28. května 1971, Rostov na Donu) je bývalá ruská atletka, sprinterka.
Její specializací byl běh na 200 metrů, hladká čtvrtka a štafetové běhy. Třikrát v řadě získala na halovém mistrovství světa zlatou medaili ve štafetě na 4 × 400 metrů. Na HMS 1999 v Maebaši společně s Taťjanou Čebykinovou, Olgou Kotljarovovou a Natalií Nazarovovu vytvořila na této trati světový rekord časem 3:24,25. Tento čas je dnes třetím nejlepším v celé historii.